# Liste der Mitglieder der American Academy of Arts and Sciences/1841
Im Jahr 1841 wählte die American Academy of Arts and Sciences 15 Personen zu ihren Mitgliedern.

## Neugewählte Mitglieder
- James Fowle Baldwin (1782–1862)
- George Bomford (1780–1848)
- Edward Henry Courtenay (1803–1853)
- Richard Delafield (1798–1873)
- Jean-Baptiste Benoît Eyriès (1767–1846)
- Augustus Addison Gould (1805–1866)
- Asa Gray (1810–1888)
- Albert Hopkins (1807–1872)
- Mark Hopkins (1802–1887)
- John Amory Lowell (1798–1881)
- Charles Lyell (1797–1875)
- William Oakes (1799–1848)
- James Englebert Teschemacher (1790–1853)
- John Torrey (1796–1873)
- Joseph Gilbert Totten (1788–1864)